# Szécsény
Szécsény est une ville et une commune du comitat de Nógrád en Hongrie.

## Histoire

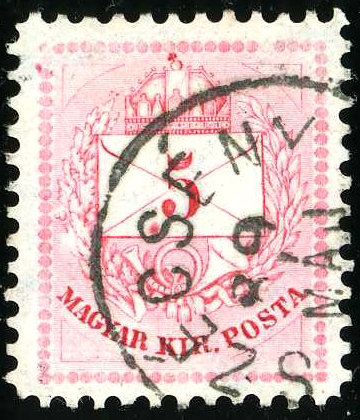
Poste royale Magyar Kir. Posta, dans le Royaume de Hongrie en 1889.